# Zeindorf (Gemeinde Kappel am Krappfeld)
Zeindorf ist eine Ortschaft in der Gemeinde Kappel am Krappfeld im Bezirk St. Veit an der Glan in Kärnten. Die Ortschaft hat 14 Einwohner (Stand 1. Jänner 2025).

## Lage
Die Ortschaft liegt im Osten des Gemeindegebiets von Kappel am Krappfeld, im Brückler Bergland, auf dem Gebiet der Katastralgemeinde Mannsberg, in dem vom Bodnerbach durchflossenen Tal Boden, etwa 1 km östlich von St. Martin am Krappfeld und etwa 3 ½ km südsüdöstlich des Gemeindehauptorts Kappel am Krappfeld.
Der Ort besteht aus den Höfen Jörgel (auch Niederdorfer; Haus Nr. 1) und Zenz (auch Obmann; Nr. 3).

## Geschichte
Der Ort wird 1254 urkundlich genannt.
Bei Gründung der Ortsgemeinden 1850 kam Zeindorf an die Gemeinde Krasta, die später in Kappel am Krappfeld umbenannt wurde.
Am 12. November 1922 brannte der Jörgelehof samt Nebengebäuden komplett ab.

## Bevölkerungsentwicklung
Für die Ortschaft ermittelte man folgende Einwohnerzahlen:
- 1869: 3 Häuser, 21 Einwohner[4]
- 1880: 2 Häuser, 23 Einwohner[5]
- 1890: 4 Häuser, 32 Einwohner[6]
- 1900: 4 Häuser, 22 Einwohner[7]
- 1910: 4 Häuser, 28 Einwohner[8]
- 1923: 3 Häuser, 24 Einwohner[9]
- 1934: 14 Einwohner[10]
- 1961: 3 Häuser, 16 Einwohner[11]
- 2001: 2 Gebäude (davon 2 mit Hauptwohnsitz) mit 5 Wohnungen; 16 Einwohner und 0 Nebenwohnsitzfälle; 5 Haushalte; 0 Arbeitsstätten, 2 land- und forstwirtschaftliche Betriebe[12]
- 2011: 2 Gebäude, 18 Einwohner, 5 Haushalte, 1 Arbeitsstätte[13]
- 2021: 2 Gebäude, 14 Einwohner, 4 Haushalte, 4 Arbeitsstätten[14]